# 리창호 (축구 선수)
리창호(1990년 1월 4일 ~ )는 조선민주주의인민공화국의 축구 선수이다. 포지션은 수비수이며 현재 홰불체육단 소속이다.